# آرای هلمت
آرای هلمت (انگلیسی: Arai Helmet) شرکت تجهیزات ورزشی ژاپنی است، که در سال ۱۹۲۶ تأسیس شد.